# Brownhills
Brownhills è una località della contea delle West Midlands, in Inghilterra, già frazione di Aldridge.